# Kościerzyce
Kościerzyce (niem. Gross Neudorf) – wieś w Polsce położona w województwie opolskim, w powiecie brzeskim, w gminie Lubsza, nad rzeką Odrą.
W latach 1945–1954 siedziba gminy Kościerzyce. W latach 1954–1972 wieś należała i była siedzibą władz gromady Kościerzyce. 
W 1997 miejscowość nawiedziła powódź tysiąclecia.
W miejscowości działały Państwowe Gospodarstwo Rolne Kościerzyce, Rolnicza Spółdzielnia Produkcyjna i Spółdzielnia kółek rolniczych.

## Nazwa
W kronice łacińskiej Liber fundationis episcopatus Vratislaviensis (pol. Księga uposażeń biskupstwa wrocławskiego) spisanej za czasów biskupa Henryka z Wierzbna w latach 1295–1305 miejscowość wymieniona jest w zlatynizowanej formie villa Costeritz.

## Zabytki
Do wojewódzkiego rejestru zabytków wpisane są:
- kościół filialny pw. Wniebowzięcia Najświętszej Marii Panny, pierwotnie pw. św. Jerzego, wzmiankowany w 1302. Obecny kształt kościół zawdzięcza przebudowom w XIV i XV w. Przechodził kolejne odnowy w latach 1695 i 1704, kiedy to kościół był protestancki. Ołtarz główny kościoła pochodzi z XVIII w. Ambona z rzeźbami ewangelistów z około 1700, wieża szachulcowa z XVII/XVIII w.,
- zajazd, z pierwszej połowy XIX w.

## Edukacja i oświata
W Kościerzycach w latach 2001–2019 znajdowało się Publiczne Gimnazjum im. Tadeusza Kościuszki (w latach 1961–2001 szkoła podstawowa i ponownie od 2019 roku) oraz publiczne przedszkole.

## Sport
We wsi istnieją kluby sportowe:
- Victoria Kościerzyce, występujący w A klasie piłki nożnej (klub posiada sekcje seniorów i młodszych zawodników juniorów),
- UKS Kościerzyce, występujący III lidze piłki siatkowej.